# Mistrzostwa Europy w Kolarstwie Torowym 2025
16. Mistrzostwa Europy w Kolarstwie Torowym 2025 – zawody sportowe, które odbyły się w dniach 12 - 16 lutego 2025 roku na welodromie w Heusden-Zolder w Belgii.

## Medaliści

### Mężczyźni
| Konkurencja                        | Złoto                                                            | Srebro                                                                                       | Brąz                                                                   | Źródło |
| ---------------------------------- | ---------------------------------------------------------------- | -------------------------------------------------------------------------------------------- | ---------------------------------------------------------------------- | ------ |
| Sprint indywidualny                | Harrie Lavreysen                                                 | Michaił Jakowlew                                                                             | Rayan Helal                                                            | [ 2 ]  |
| Sprint drużynowy                   | Francja Timmy Gillion · Rayan Helal · Sébastien Vigier           | Holandia Harrie Lavreysen · Loris Leneman · Tijmen van Loon                                  | Wielka Brytania Harry Ledingham-Horn · Hayden Norris · Charles Radford | [ 3 ]  |
| Wyścig indywidualny na dochodzenie | Josh Charlton                                                    | Ivo Oliveira                                                                                 | Michael Gill                                                           | [ 4 ]  |
| Wyścig drużynowy na dochodzenie    | Dania Tobias Hansen · Niklas Larsen · Norman Leth · Juel Skivild | Wielka Brytania Rhys Britton · Josh Charlton · Michael Gill · Alfred Hobbs · William Tidball | Szwajcaria Noah Bögli · Mats Poot · Pascal Tappeiner · Alex Vogel      | [ 5 ]  |
| Keirin                             | Harrie Lavreysen                                                 | Maximilian Dörnbach                                                                          | Tom Derache                                                            | [ 6 ]  |
| Omnium                             | Tim Torn Teutenberg                                              | Niklas Larsen                                                                                | Philip Heijnen                                                         | [ 7 ]  |
| 1 km                               | Matteo Bianchi                                                   | Maximilian Dörnbach                                                                          | David Peterka                                                          | [ 8 ]  |
| Wyścig punktowy                    | Iúri Leitão                                                      | Yanne Dorenbos                                                                               | Jasper de Buyst                                                        | [ 9 ]  |
| Scratch                            | Iúri Leitão                                                      | Vincent Hoppezak                                                                             | William Tidball                                                        | [ 10 ] |
| Wyścig eliminacyjny                | Tim Torn Teutenberg                                              | Rui Oliveira                                                                                 | Jules Hesters                                                          | [ 11 ] |
| Madison                            | Holandia Yanne Dorenbos · Vincent Hoppezak                       | Niemcy Roger Kluge · Tim Torn Teutenberg                                                     | Portugalia Ivo Oliveira · Rui Oliveira                                 | [ 12 ] |

### Kobiety
| Konkurencja                        | Złoto                                                                         | Srebro                                                                | Brąz                                                                                     | Źródło |
| ---------------------------------- | ----------------------------------------------------------------------------- | --------------------------------------------------------------------- | ---------------------------------------------------------------------------------------- | ------ |
| Sprint indywidualny                | Jana Burłakowa                                                                | Rhian Edmunds                                                         | Alina Łysenko                                                                            | [ 13 ] |
| Sprint drużynowy                   | Holandia Kimberly Kalee · Hetty van de Wouw · Steffie van der Peet            | Wielka Brytania Lauren Bell · Rhian Edmunds · Rhianna Parris-Smith    | Niemcy Lea Friedrich · Pauline Grabosch · Clara Schneider                                | [ 14 ] |
| Wyścig indywidualny na dochodzenie | Anna Morris                                                                   | Vittoria Guazzini                                                     | Mieke Kröger                                                                             | [ 15 ] |
| Wyścig drużynowy na dochodzenie    | Włochy Martina Alzini · Chiara Consonni · Martina Fidanza · Vittoria Guazzini | Niemcy Franziska Brauße · Lisa Klein · Mieke Kröger · Laura Süßemilch | Wielka Brytania Sophie Leech · Tegan Lewis · Elizabeth Lister · Anna Morris · Neah Evans | [ 16 ] |
| Keirin                             | Steffie van der Peet                                                          | Rhian Edmunds                                                         | Hetty van de Wouw                                                                        | [ 17 ] |
| Omnium                             | Lorena Wiebes                                                                 | Maddie Leech                                                          | Amalie Dideriksen                                                                        | [ 18 ] |
| 1 km                               | Hetty van de Wouw                                                             | Martina Fidanza                                                       | Clara Schneider                                                                          | [ 19 ] |
| Wyścig punktowy                    | Anita Stenberg                                                                | Marion Borras                                                         | Maike van der Duin                                                                       | [ 20 ] |
| Scratch                            | Martina Fidanza                                                               | Lorena Wiebes                                                         | Maria Martins                                                                            | [ 21 ] |
| Wyścig eliminacyjny                | Lara Gillespie                                                                | Hélène Hesters                                                        | Lisa van Belle                                                                           | [ 22 ] |
| Madison                            | Holandia Lisa van Belle · Maike van der Duin                                  | Włochy Chiara Consonni · Vittoria Guazzini                            | Francja Victoire Berteau · Marion Borras                                                 | [ 23 ] |

## Tabela medalowa
| Miejsce | Państwo             | złoto | srebro | brąz | Razem |
| ------- | ------------------- | ----- | ------ | ---- | ----- |
| 1.      | Holandia            | 8     | 4      | 4    | 16    |
| 2.      | Włochy              | 3     | 3      | 0    | 6     |
| 3.      | Wielka Brytania     | 2     | 5      | 4    | 11    |
| 4.      | Niemcy              | 2     | 4      | 3    | 9     |
| 5.      | Portugalia          | 2     | 2      | 2    | 6     |
| 6.      | Francja             | 1     | 1      | 3    | 5     |
| 7.      | Dania               | 1     | 1      | 1    | 3     |
| 8.      | Neutralni sportowcy | 1     | 0      | 1    | 2     |
| 9.      | Irlandia            | 1     | 0      | 0    | 1     |
| =       | Norwegia            | 1     | 0      | 0    | 1     |
| 11.     | Belgia              | 0     | 1      | 2    | 3     |
| 12.     | Izrael              | 0     | 1      | 0    | 1     |
| 13.     | Czechy              | 0     | 0      | 1    | 1     |
| =       | Szwajcaria          | 0     | 0      | 1    | 1     |